# 西寧西門体育場
西寧西門体育場(せいねいせいもんたいいくじょう、簡体字中国語: 西宁西门体育场、英: Xining Westgate Stadium)は、中華人民共和国の青海省西寧市にある多目的スタジアムである。

## 概要
収容人数は3,000人。主にサッカーの試合に用いられる。中国サッカー・乙級リーグに所属する青海省足球隊と青海森科がホームスタジアムとして使用している。また、2010年には第15回青海省運動会の会場として利用された他、西寧市で開催された中韓文化交流週間において開幕式の会場となっている。

## 交通アクセス
中国国鉄の西寧駅よりタクシーで約10分。